# Gruppo dei pari
Il gruppo dei pari è un gruppo di persone accomunate da caratteristiche similari quali: età, frequentazione di scuole o ambienti di lavoro, attività del tempo libero comuni. Lo possiamo inoltre definire una forma di aggregazione sociale spontanea tipica dell'età adolescenziale.

## Il gruppo dei pari in psicologia dello sviluppo

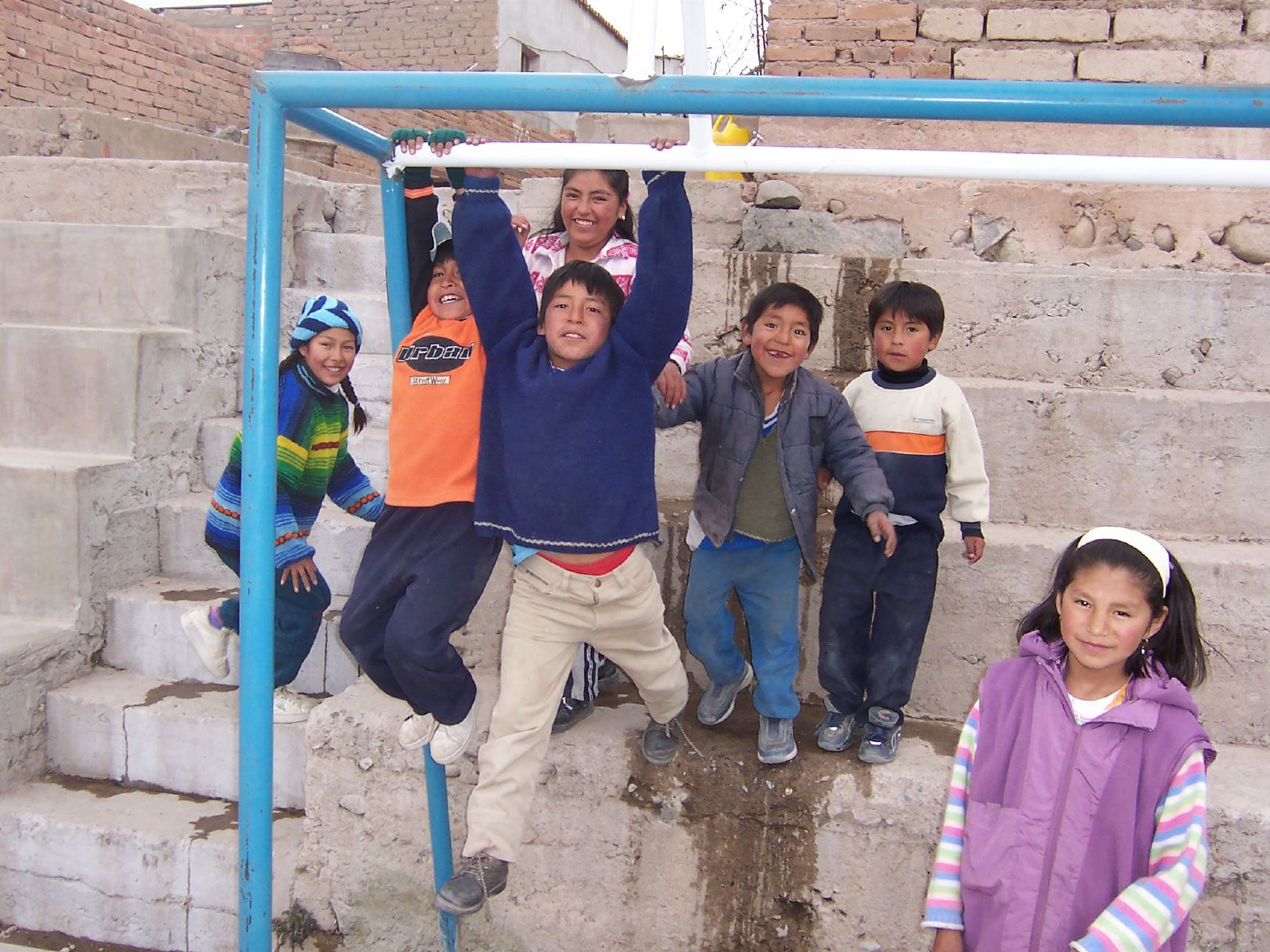
Un gruppo di bambini boliviani che giocano assieme

Il gruppo dei pari riveste grande importanza nel processo di formazione e crescita dell'individuo, ma allo stesso tempo costituisce un potenziale fattore di rischio per la sua salute. Infatti, il gruppo dei pari ha certamente il potere di influenzare i comportamenti e le attitudini correlate alla salute. Può essere considerato come un'agenzia di socializzazione in grado di formare opinioni e orientare il comportamento dei singoli.
Quando gli adolescenti iniziano a sentire il bisogno di evadere dal cerchio - che sentono troppo ristretto - della famiglia e della scuola, per cercare un proprio mondo individuale più autonomo, il gruppo offre loro accoglienza, protezione e riconoscimento per la nuova identità che essi vanno formando. Questo estraniarsi dalla famiglia ed unirsi ad un gruppo che sia affine a loro ed al loro essere adolescenti, li aiuta a non sentirsi più figli o allievi, ma individui liberi di sperimentare nuove regole, nuovi modi di relazionarsi, nuove dimensioni, le quali, molto spesso, difficilmente si possono esprimere totalmente e in piena libertà in ambienti come la famiglia o la scuola, a causa di un sistema di ruoli e gerarchie spesso rigido e poco disponibile alle novità. 
Il gruppo dei pari è quindi un ambiente aperto, in cui è più facile esprimersi e trovare il modo per far conoscere la propria personalità senza barriere, senza ruoli prestabiliti che fanno mettere agli adolescenti una maschera per nascondere ciò che essi vorrebbero ma non possono far conoscere di sé. Il gruppo dei pari è un mondo diverso rispetto alla famiglia e concerne la libertà di espressione di sé stessi e il diritto di esprimere il proprio pensiero e farlo valere.
Ci sono tre aspetti da considerare nel gruppo dei pari: il primo è relativo all'identità dell'adolescente, la quale, al momento in cui si incontra con i pari, può subire dei tracolli negativi, nel senso che non si agisce più per le proprie esigenze, ma per quelle del gruppo: una sorta di perdita d'identità. Il secondo punto è relativo alla salute; non essere accettati dai coetanei può portare a situazioni di solitudine, isolamento e disturbi di tipo psicologico. Infine, il terzo punto riguarda l'influenza reciproca, un fattore molto forte da considerare, infatti l'influenza degli amici può coinvolgere a tal punto da far intraprendere abitudini e comportamenti negativi per la salute.
Il gruppo, quindi, è un luogo in cui si può crescere, dove si può dare forma all'innovazione ed elaborare pensieri critici riguardo a gerarchie e rigidità del sistema, e questo sia dal punto di vista individuale che collettivo. Parallelamente al bisogno di critica, cambiamento e crescita, la vita di gruppo soddisfa anche il bisogno di appartenenza ad una comunità in cui specchiarsi e confrontarsi e da cui ricevere riconoscimento, rassicurazione e sostegno.
L'adolescente ha pur sempre bisogno di valori e regole, non però imposti dall'alto e rigidi come a scuola o in famiglia, ma alla cui definizione il ragazzo possa in qualche modo compartecipare, infatti nel gruppo vi è una presenza consistente di norme e regole di comportamento, una gerarchia da rispettare, un sistema di valori, un'organizzazione del tempo, tutti elementi a cui tuttavia l'adolescente decide di aderire.